# Bruno Ganz
Bruno Ganz (Zürich, 1941. március 22. – Zürich, 2019. február 16.) svájci színész, 1996-ban megkapta az Iffland-gyűrűt, a német színjátszás egyik legértékesebb díját.

## Élete
Bruno Ganz apja svájci (német) gyári munkás, anyja olasz származású svájci. Ganz még az érettségi előtt elhatározta, hogy színész lesz. Első filmszerepét tizenkilenc évesen játszotta Der Herr mit der schwarzen Melone (Az úr a fekete dinnyével) című filmben. Gustav Knuth, az egyik főszereplő, már akkor meg volt győződve tehetségéről.
Bruno Ganz a zürichi Hochschule für Musik und Theater (Zene‑ és Színművészeti Főiskola) növendéke volt és egyidejűleg dolgozott a Zürcher Bühnenstudiónál. Mindemellett könyvesbolti állásával egészítette ki jövedelmét, a svájci katonai iskolában elsősegélynyújtó végzettséget szerzett.

## Pályája
1972-ben Ganz Németországban kezdett játszani a göttingeni Junges Theaterben. 1964-től 1969-ig a brémai Theater am Goetheplatz-ban játszott Kurt Hübner irányítása alatt. 1967-ben ismerkedett meg Peter Steinnal, és az elkövetkező évtizedekben számtalan színházi projekten dolgoztak együtt. Később a Zürichi Színház tagja lett.
1970-ben lett a berlini Schaubühne tagja. Olyan kiemelkedő rendezők mellett játszott mint Peter Zadek, Peter Stein, Claus Peymann, Klaus Michael Grüber, Luc Bondy és Dieter Dorn. 1972-ben a Salzburgi Ünnepi Játékokon (Salzburger Festspiele) Peymann rendezésében Thomas Bernhard osztrák író Der Ignorant című színdarabjában az őrült szerepét játszotta. Ezért az alakításért az év színésze díjjal tüntették ki.
Számtalan filmszerepének köszönhető (többek között Wim Wenders, A brazíliai fiúk, Az amerikai barát és a Berlin felett az ég), hogy Ganz a 70-es évek közepétől kezdve a szélesebb közönség körében is ismertté vált.
1996 februárjában Josef Meinrad reá hagyományozta az Iffland-gyűrűt, amelyet immáron több mint száz éve a legkiemelkedőbb német nyelvű színpadi színész kap meg.
Silvio Soldini 2000-ben bemutatott Tangó és tulipán című filmjében alakított főszerepet, a filmet elsősorban Olaszországban tüntették ki többször. Még abban az évben játszotta Ganz Peter Stein rendező 21-órás Faust-bemutatóján a főszerepet, amely a 2000-es hannoveri világkiállításon debütált. 2003-ban Ganz a Wiener Burgtheater előadásában, Grüber rendezésében Szophoklész Ödipusz Kolonoszban című darabjában debütált.
Eric Till rendező 2003-as Luther című angol-amerikai-német játékfilmjében Johann von Staupitzot, Luther gyóntatóatyját játszotta. Oliver Hirschbiegel A bukás – Hitler utolsó napjai című filmjében 2004-ben Adolf Hitlert testesítette meg, színészi közreműködését a német sajtó egyhangúlag kiemelkedőnek ítélte.

## Magánélete
Bruno Ganz 1965-ben házasodott meg, bár nem váltak el, de külön éltek. Egy fiuk született, aki négyéves korában megvakult. Szülővárosában Zürichben, Velencében és Berlinben élt. Élettársa Ruth Walz fényképésznő volt.
2018 februárjában a salzburgi orvosok bélrákot diagnosztizáltak nála, és Ganz egyből megkezdte a kemoterápiás kezeléseket. A kezelések ellenére 2019. február 16-án halt meg otthonában, Wädenswilben, Svájcban, 77 éves korában.

## Filmográfia
Ganz a következő filmekben működött közre:
- Der Herr mit der schwarzen Melone (1960)
- Es Dach überem Chopf (1962)
- Chikita (1964)
- Der sanfte Lauf (1967)
- Sommergäste (1976)
- A fény (Lumière) (1976)
- O… márkiné (Die Marquise von O…) (1976)
- Die Wildente (1976)
- Az amerikai barát (Der amerikanische Freund) (1977)
- Die linkshändige Frau (1978)
- Fekete és fehér, mint a nappalok és éjszakák (Schwarz und weiß wie Tage und Nächte) (1978)
- A brazíliai fiúk (The Boys from Brazil) (1978)
- Kés a fejben (Messer im Kopf) (1978)
- Nosferatu: Az éjszaka fantomja / Nosferatu, a vámpír (Nosferatu – Phantom der Nacht) (1979)
- Retour à la bien-aimée (1979)
- Oggetti smarriti  (1980)
- 5% de risque (1980)
- Der Erfinder (1980)
- A vidéki lány (La provinciale) (1981)
- Etwas wird sichtbar (1981)
- A kaméliás hölgy igaz története (La storia vera della signora dalle camelie) (1980)
- Rence do góry / Hands Up! (1981)
- Die Fälschung (1981)
- Logik des Gefühls (1982)
- Puliszka (1982), narrátor
- Krieg und Frieden (1982)
- A fehér városban (Dans la ville blanche)  (1983)
- System ohne Schatten (1983)
- A floridai bérgyilkos (Killer aus Florida) (1983)
- De ijssalon (1985)
- El río de oro (1986); Peter
- Der Pendler (1986)
- Väter und Söhne – Eine deutsche Tragödie (1986), tévésorozat
- Berlin felett az ég (Der Himmel über Berlin) (1987)
- Egy asszony szerelme (Un amore di donna) (1988)
- Bankomatt (1989)
- Strapless (1989)
- The Legendary Life of Ernest Hemingway (1989)
- A siker (Erfolg) (1991)
- Tassilo – Ein Fall für sich (1991); tévésorozat
- A természet gyermekei (Börn náttúrunnar) (1991)
- La domenica specialmente (1991)
- Prága (Prague) (1992)
- Tüzek éjszakája (Brandnacht) (1992)
- L’absence (1992)
- The Last Days of Chez Nous (1992)
- Távol és mégis közel (In weiter Ferne, so nah!) (1993)
- Heller Tag (1994)
- Diario senza date (1995)
- A nagy Fausto (Il grande Fausto) (1995)
- Lumière és társai (Lumière et compagnie) (1995)
- Tödliches Schweigen (1996), tévéfilm
- A repülés hercege (Saint-Ex) (1996)
- Gegen Ende der Nacht (1998)
- Az örökkévalóság meg egy nap (Mia aioniotita kai mia mera) (1998)
- WerAngstWolf (2000)
- Tangó és tulipán (Pane e tulipani) (2000)
- Johann Wolfgang von Goethe: Faust (kétrészes tévéfilm)
- A múlt hatalma (La forza del passato) (2002)
- Behind Me – Bruno Ganz (2002); önmaga
- Epstein éjszakája (Epsteins Nacht) (2002)
- Luther (2003)
- A mandzsúriai jelölt (2004)
- A bukás – Hitler utolsó napjai (2004), mint Adolf Hitler
- Félelem nélkül: II. János Pál (Have No Fear: The Life of Pope John Paul II) (2005)
- Vitus (2006)
- Baruto no Gakuen (バルトの楽園 / Ode an die Freude) (2006)
- Koravén ifjúság (Youth Without Youth) (2007)
- Stairway to Nowhere (2008); kenyeres ember
- A Baader-Meinhof csoport (Der Baader Meinhof Komplex) (2008)
- Trilogia II: I skoni tou hronou / The Dust of Time (2008)
- A felolvasó (The Reader) (2008)
- Giulias Verschwinden (2009)
- Der grosse Kater (2010)
- Taxiphone: El Mektoub (2010)
- Satte Farben vor Schwarz (Colours in the Dark) (2010)
- A vég nekem a kezdet (2010)
- Ismeretlen férfi (2011)
- Sport de filles (2011)
- Éjféli gyors Lisszabonba (2013)
- Michael Kohlhaas (2013)
- A jogász (The Counsellor) (2013)
- Az eltűnés sorrendjében (2014)
- Amnesia (2015)
- Emlékezz! (2015)
- Heidi (2015)
- Un Juif pour l'exemple (2016)[22]
- A vendégek (2017)
- In Times of Fading Light (2017)
- Fortuna (2018)
- A ház, amit Jack épített (2018)
- Der Trafikant (2018)
- The Witness (2018)
- Egy rejtett élet (2019)

## Fordítás
- Ez a szócikk részben vagy egészben  a   Bruno Ganz című német Wikipédia-szócikk fordításán alapul.  Az eredeti cikk szerkesztőit annak laptörténete sorolja fel. Ez a jelzés csupán a megfogalmazás eredetét és a szerzői jogokat jelzi, nem szolgál a cikkben szereplő információk forrásmegjelöléseként.